# Pella (città antica)
Pella (in greco Πέλλα?) era un'antica città della Grecia, nella regione della Bottiea in Macedonia, che ha dato il nome all'attuale prefettura di Pella.
Sotto i Bizantini e gli Ottomani, la città era nota come Άγιοι Απόστολοι (Agii Apostoli - in italiano "Santi Apostoli"), ma tornò al nome originario nel 1936, pochi anni dopo il passaggio della cittadina dall'amministrazione ottomana alla sovranità del Regno di Grecia.

## Storia

Pella nella parte inferiore dell'antico Regno di Macedonia

Pella fu fondata da Archelao I per diventare la capitale del Regno di Macedonia e fu città natale e sede dell'impero di Filippo II e Alessandro Magno. 
Nel 168 a.C., dopo la sconfitta dei Macedoni a opera dei Romani a Pidna, la città fu saccheggiata e privata della maggior parte dei suoi tesori accumulati grazie alle grandi imprese di Filippo II e di Alessandro.
Dopo questo episodio vi fu una graduale decadenza della città che ritornò ad essere un grande villaggio costituito per di più da baracche, ritrovo di mercanti e di predoni. Pella fu inoltre distrutta da un terremoto; nel 180 d.C. Luciano di Samosata la descrisse come una città "insignificante, con pochissimi abitanti".

## Archeologia

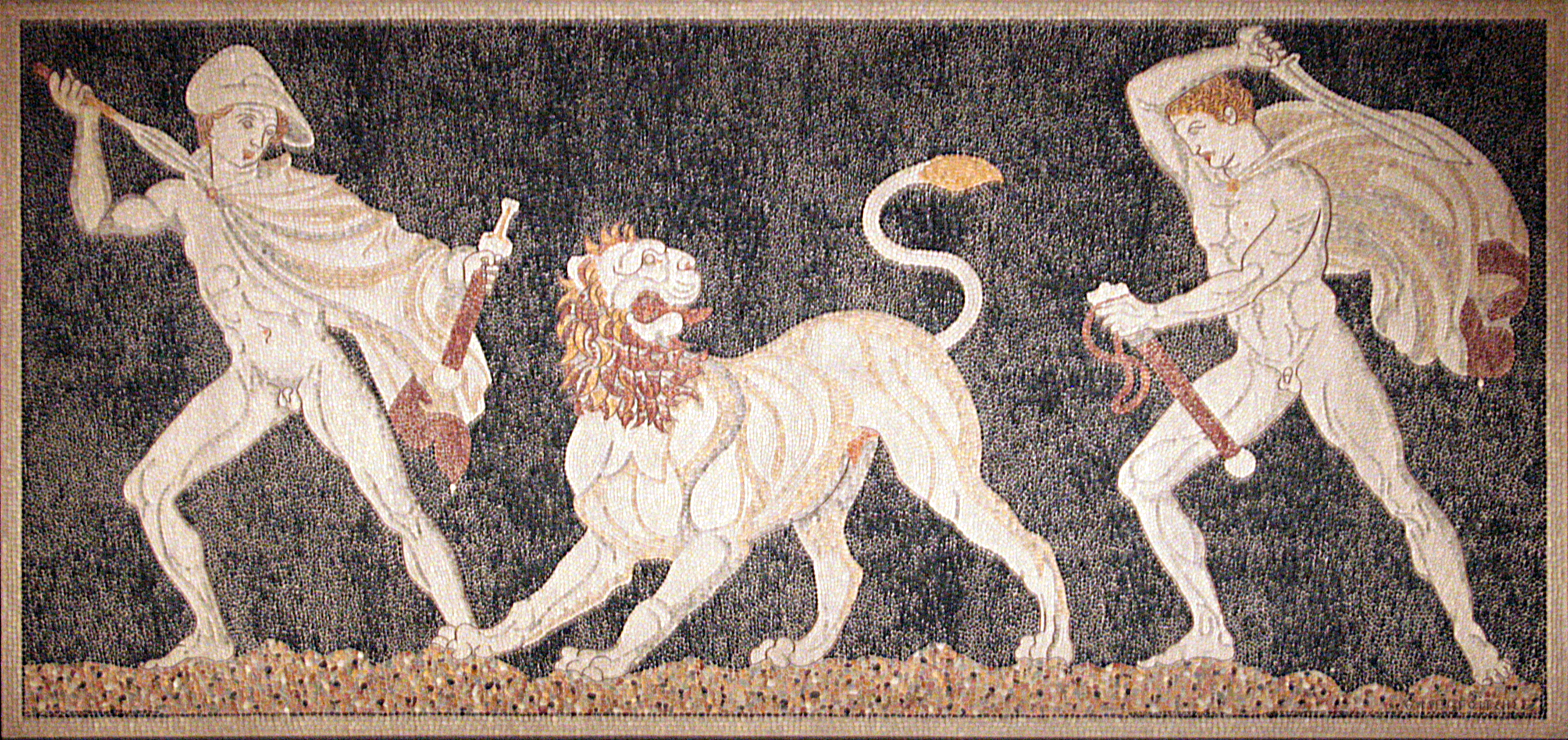
Caccia al leone
mosaico a ciottoli, IV secolo a.C.
Pella

I primi moderni scavi archeologici cominciarono nel 1953. I lavori continuarono fino alla scoperta di parti significative dell'antica città.
Oggi sappiamo che il centro era ampio più di 400 ettari ed era diviso fra la città bassa ed il palazzo reale.
La città bassa era caratterizzata da un disegno regolare, di tipo "ippodameo" basato su un asse viario largo ben 15 m e strade perpendicolari larghe 9 m ed era dotata di un'ampia agorà, 200 x 181 m, vero cuore del centro.
Il palazzo reale è ancora oggi in fase di scavo, era ampio più di 7 ettari e fu decorato dai più grandi artisti greci del V/IV secolo, tra cui il celebre pittore Zeusi.
La più recente scoperta archeologica relativa all'abitato è il riconoscimento del teatro antico della città da parte di Paolo Storchi della Scuola archeologica italiana di Atene e probabilmente anche di un Odeon e di un anfiteatro a Nea Pella, la città che sorse quando la capitale di Alessandro fu distrutta da un rovinoso terremoto.
Fino al 2000, gli archeologi hanno scoperto in tutto un migliaio di tombe, ma si è stimato che queste rappresentino solo il 5% del sito complessivo. Nel 2009 sono state trovate 43 tombe contenenti diversi manufatti e nel 2010 se ne sono rinvenute altre 37, datate tra il 650 e il 280 a.C.